# Verkiezingen voor het Europees Parlement 2014/Kandidatenlijst/LA DROITE
Dit is de kandidatenlijst van het Belgische LA DROITE voor de Europese verkiezingen van 2014.

## Effectieven
1. Anaïs Mungo
2. Michel Zylbersztajn
3. Kelly Vermeiren
4. Frédéric Baugniet
5. Patricia Van Eyken
6. Julien Willemaers
7. Kathleen Matthijs
8. Christine De Winter

## Opvolgers
1. James Rooms
2. Véronique Wouters
3. Antoine Charlier
4. Caroline Tenaerts
5. Pascal Collet
6. Jennifer Ballieu